# Pastoratsgebäude (Lendersdorf)
Das Pastoratsgebäude steht im Dürener Stadtteil Lendersdorf in Nordrhein-Westfalen in der Hüttenstraße.
Das ehemalige Pastoratsgebäude, später Verwaltungsgebäude der Firma Eberhard Hoesch & Söhne, wurde in der Mitte des 19. Jahrhunderts erbaut.
Das zweigeschossige Backsteingebäude steht auf einem hohen Bruchsteinsockel. Die fünfachsige Schauseite ist nachträglich verputzt worden. Der Eingang ist eine klassizistische Pfeilertür in der Mittelachse. An der Fassade sind Werksteingewände zu sehen. Die Freitreppe besteht aus Blaustein. Auf dem Haus liegt ein Satteldach.
Das Bauwerk ist unter Nr. 3/022 in die Denkmalliste der Stadt Düren eingetragen.